# Hemerobius lautus
Hemerobius lautus är en insektsart som beskrevs av Navás 1909. Hemerobius lautus ingår i släktet Hemerobius och familjen florsländor. Inga underarter finns listade i Catalogue of Life.